# Milanówek WKD
Milanówek WKD – zlikwidowana stacja kolejowa Warszawskiej Kolei Dojazdowej w Milanówku, w powiecie grodziskim w województwie mazowieckim, w Polsce. Położona na linii kolejowej z Milanówka Grudowa. Linia ta została ukończona w 1936 roku. Linia ta została rozebrana w 1973 roku.